# Ördögi kör (fogalom)
Az ördögi kör (latin: Circulus vitiosus, ejtsd: cirkulusz viciózusz, magyarul szó szerint: gonosz kör, átvitt értelemben: bűvös kör, hibás kör; feltehetően a német Teufelskreis azaz magyarul ördögkör, ördög köre kifejezésből) eredeti jelentése körkörös meghatározási (latin: circulus in definiendo) vagy körkörös érvelési hiba (latin: circulus in probando), amikor a meghatározás kiindulásként tartalmazza a meghatározni kívánt fogalmat, vagy egy érvelés tartalmazza a levezetni, bizonyítani kívánt állítást (súlyos logikai hiba).
A logikában más néven: petitio principii vagy idem per idem.
(Logikai szempontból valójában a meghatározás is állítás, azonban helyességét nem levezetés hanem elsősorban közmegegyezés, általános elfogadása biztosítja, amennyiben maga nem tartalmaz logikai, például körkörös hibát.)
A hibát, a körkörös definíciót, érvelést triviális eseteket kivéve általában nehézségbe ütközik felismerni. Néha a szinonimák alkalmazása, összetett fogalom, állítás esetén szétbontása vagy bővebb formában beágyazása illetve ugyanannak a fogalomnak, állításnak teljesen más szavakkal (nem egyszerűen szinonimával) de lényegileg azonos körülírása miatt.
Továbbá nem is magától értetődő hiba. Nem látható be egyszerűen, hogy emiatt az ilyen
meghatározás vagy levezetés logikai, retorikai szempontból teljességgel értéktelenné, érvénytelenné válik.
Ezeknek tudható be, hogy ezt a hibát a legjelesebb gondolkodók (René Descartes, Isaac Newton, Gotlob Frege stb.) is elkövették publikált írásaikban is.
Newton a Principiában a tömeg fogalmát a sűrűség fogalmából határozza meg, ami egységnyi térfogatú anyag tömege
„Az anyag mértéke a mennyisége; ezt a mennyiséget az anyag sűrűsége és térfogata határozza meg. […] A továbbiakban ezt a mennyiséget testnek vagy tömegnek fogom nevezni.”
(Ez a hiba szerencsére itt speciális esetként nem okozott különösebb problémát: Newton a továbbiakban csak a tömeg fogalmát használja. A tömeg meghatározásának szánt rész a sűrűség fogalmának furcsa, fordított meghatározásának tekinthető, miközben a tömeg definíciója valójában hiányzik. Azt utólag kell pótolni. Ez a hiba eltörpül Newtonnak a fizika tudományának megalapozásában végzett munkája mellett.)
További probléma, hogy a körkörös érvelés gyakran jelenik meg feltehetően szándékosan is a retorikában, politikai közbeszédben kívánatosnak tartott de valójában valótlan állítások alátámasztásához. Ez sokakban azt a téves képzetet keltheti, hogy ezek a megoldások nem kifogásolhatók. És legfeljebb a triviális tautológiák kerülendők de azok is csupán esztétikai okokból.
Végül tovább gyengíti a körkörös érvelés okozta logikai probléma súlyosságának tudatosodását, hogy a példák sokszor kifejezetten mulatságosak, hatásos, különösen szellemes viccként foghatók fel.

## Története
Az euklideszi geometriában tudatosodhatott először, hogy a körkörös meghatározás vagy körkörös levezetés problémát okoz, nevezetesen hogy hamis állítások igazolhatók, vezethetők le általuk. De érdekes ördögi kör már az Epimenidész-paradoxon is (i. e. 600 körül).
Isten Mózesnek a nevére vonatkozó kérdésére azt a tautológikusnak tűnő választ adja: „Vagyok, aki vagyok”, amivel a zsidó vallás talán azt fejezi ki, hogy Isten kiléte emberi értelemmel amúgy sem fogható fel.
A kérdés logikai vonatkozásai megjelennek továbbá Arisztotelész Organonjában és más műveiben, illetve lényegében felvetődik már az ókori tyúk vagy a tojás problémában is.
Érdekes és évezredeken keresztül vitatott formában jelenik meg Horatius Ars poetica (Költői hitvallás) című versében, amelyben többek között azon töpreng, hogy ha igazán kiemelkedő műveket csak őrültek alkothatnak (Démokritosz véleménye szerint), ő pedig nem őrült és nem is szeretne az lenni, akkor inkább felhagy a költészettel és inkább tanítani fog. De van-e értelme annak, hogy épelméjűeket tanítson, ha belőlük is legfeljebb csak középszerű költők lehetnek? Vagy ha ezt nem akarja, akkor az őrülést kellene tanítania vagy egyenesen őrülteket kellene oktatnia költészetre?
Az ókorban, majd az alkimistákkal visszatérő szimbólum volt az uroborosz, a saját farkába harapó kígyó vagy sárkány, azonban ez csak a kívülállókat emlékeztethette esetleg a Gonoszra, az Ördögre a sárkány illetve kígyó révén. Az eredeti értelmezése szerint az örök visszatérést, az örök körforgást szimbolizálta.
A matematikában Henri Poincaré használta először a „cercle vicieux” kifejezést az említett típusú meghatározási hibákra.
Lényegében Horatius csapdahelyzet problémája jelenik meg más formában Joseph Heller A 22-es csapdája (Catch-22, 1961) című világhírnévre szert tett regényében illetve a szintén világsikert aratott azonos című filmben. Itt a kérdés úgy merül fel, hogy csak az őrültek akarják az életüket kockáztatni a háborúban, vagy őrültek nem veszik tudomásul, hogy az életükkel játszanak. Ezért aki nem akar háborúzni, le akarja szereltetni magát, az épelméjű. Így azokat nem lehet leszerelni azon a címen, hogy őrültek. Más jogcím azonban nincs.
Ezek nyomán jelent meg a kifejezés az élet egyéb területein, azonban az elérhető források nem teszik lehetővé annak pontos feltérképezését, hogy az ördögi kör kifejezést mikor milyen, esetleg különböző külföldről érkező hatásra kezdték a körkörös érvelésre illetve meghatározásra alkalmazni, illetve milyen lépésekben más kérdéskörökre kiterjeszteni.

## A jelentés bővülése a mai szóhasználatban
Az ördögi kör mint érdekes, démoni erők közrehatását sejtető, már-már költői kifejezés később az élet egyéb területein is megjelent. Ennek lehetséges oka hogy a kifejezés eredeti jelentése nem ismert vagy egyáltalán nem magától értetődő mindenki számára. Továbbá hogy a magyar népi kultúrában az ördög és a kör meghonosodott motívumok, azonban a hozzájuk kapcsolódó fogalmak jelentése sokszor ugyanúgy elhomályosult, mint az ördögi kör eredeti, logikai jelentése (például: frászkarika).
Eleinte ezeket hibás szóhasználatnak tekintették, de mára beépültek a közbeszédbe. Ezek következtében viszont a kifejezés eredeti jelentése is némileg elhomályosult.
1. A hétköznapokban gyakran olyan kellemetlen helyzetek megnevezésére használják, amelyekből csak hasonlóan kellemetlen helyzetet teremtő kiút kínálkozik. („Cseberből vederbe” helyett.)
- Csapdahelyzet. Egy adott negatív, kellemetlen helyzetből nincs kivezető út. („Nincs kiútǃ” „A kör bezárult.” „Csapdahelyzet.” illetve „Ez egy 22-es csapdájaǃ” kifejezések, szólások helyett. Szórványosan a „mókuskerék” azaz egyhangú, monoton ismétlődő, reménytelen élethelyzet helyett.)

3. Kedvezőtlen hatású öngerjesztő folyamatokra (betegség folyamatos súlyosbodása a betegség járulékos következményei miatt, egyes balesetek okainál a körülmények fatális alakulására, alkohol és drogfüggőség pszichológiai okainál, gazdasági válság, összeomlás, hiperinfláció ilyen jellegű kialakulása, adósságcsapda, bankcsőd a kialakuló önerősítő pánik miatt) (negatív „lavinahatás” illetve negatív „spirál” helyett).
4. Néha egy adott (nem feltétlenül negatív vagy hibás) gondolatmenettől elszakadásra való képtelenség. (Hétköznapi enyhe, nem pszichiátriai értelemben vett „fixa idea”, „mánia” helyett.)
5. Legújabban negatív megítélésű csoportokra vonatkoztatva: például Hitler és ördögi köre (Hitler's Circle of Evil, német dokumentumfilm, 2017) Hitlerhez legközelebb álló, legmagasabb rangú náci állami, párt és katonai vezetők csoportjára.
- Tréfás vagy figyelemfelkeltő szándékkal valójában negatívumok nélkül isː

Ördögi Kör Színjátszó Műhely, Kistarcsa

## A népszerű kultúrában

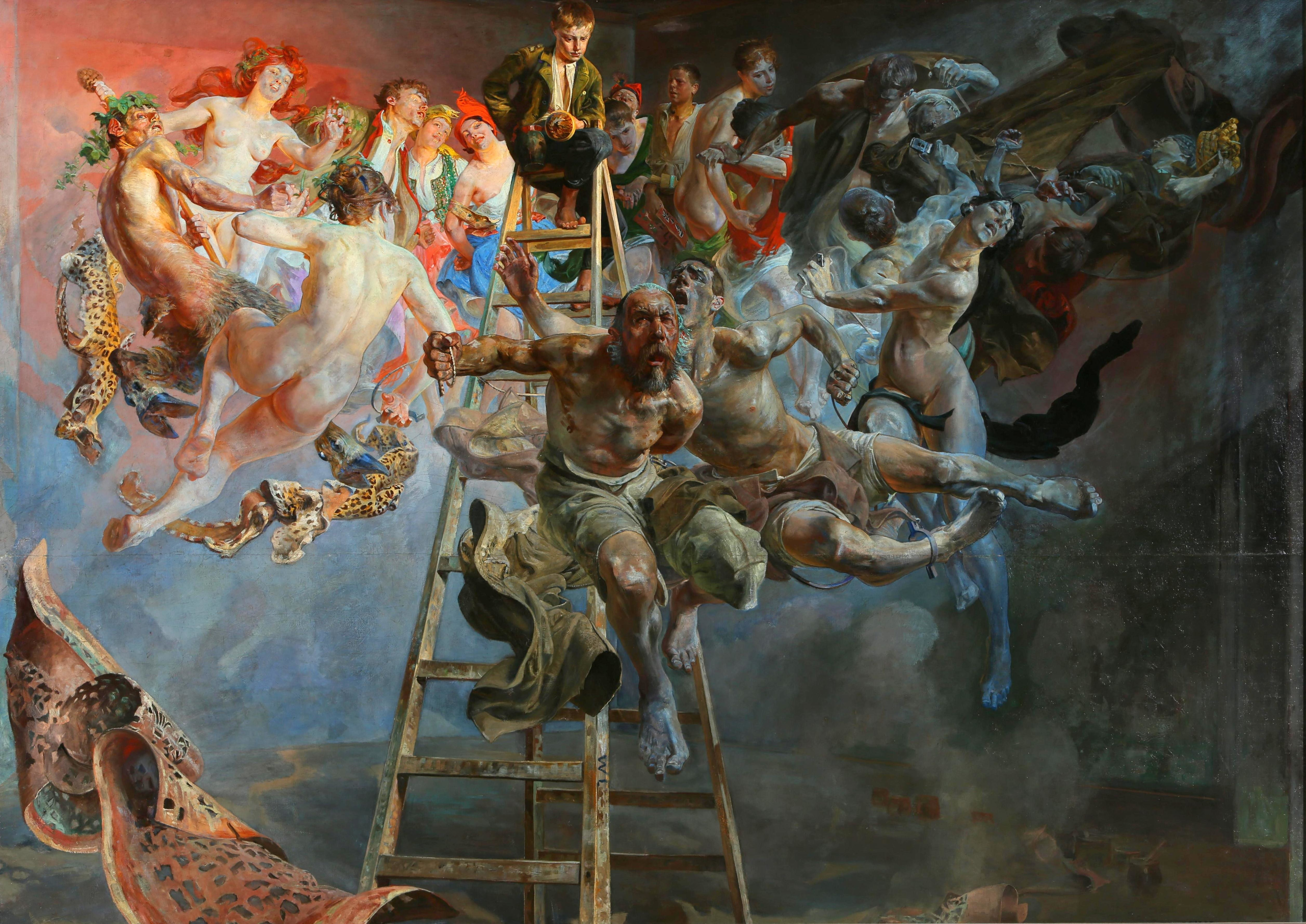
Jacek Malczewski: Błędne koło (’Ördögi kör’), 1895-1897, Poznańi Nemzeti Múzeum

Az érdekes kifejezés irodalmi és filmművészeti alkotások címében és cselekményében is gyakran feltűnik. 
Regények:
Antoine de Saint-Exupéry A kis herceg című regényében (fordította: Rónay György:
- Hát te mit csinálsz itt? - kérdezte tőle. [a kis herceg]
- Iszom - felelte gyászos képpel az iszákos.
- Miért iszol? - kérdezte a kis herceg.
- Hogy felejtsek - felelte az iszákos.
- Mit? - tudakolta a kis herceg, mert máris megsajnálta.
- Azt, hogy szégyellem magam - felelte az iszákos és lehajtotta a fejét.
A kis herceg szeretett volna segíteni rajta.
- Miért szégyelled magad? - kérdezte.
- Mert iszom - vágta el a további beszélgetést az iszákos, és mélységes hallgatásba süllyedt.
- Stanisław Lem lengyel sci-fi író A világűr csavargója (későbbi kiadások Csillagnapló címen) Tizennegyedik utazás című fejezetében és az 1982-es Helyszíni szemle (Wizja lokalna) című Ijon Tichy-regényeiben szereplő szepulkák meghatározása is tipikus ördögi kör. Ennek nyomán az orosz nyelvben a сепулька (szepulka) szó az ördögi kör metaforájaként terjedt el a körkörös meghatározásokkal kapcsolatban.
- Joseph Heller: A 22-es csapdája (Catch-22, 1961)
- Douglas Adams Jobbára ártalmatlan (Galaxis útikalauz stopposoknak 5.) című regényében az útikalauz hasonlóan jár el mint Lem Csillagnaplójában a Kozmikus Lexikon szerkesztői a szepulkákkal (Kollárik Péter fordítása):

„Ördög és pokol, gondolta, és érezte, hogy valami útmutatásra és tanácsra van szüksége. Utána is nézett a GALAXIS Útikalauzban. Felütötte az »útmutatás« címszónál, ahol a következőt találta: »Lásd: TANÁCS«. Felütötte hát a »tanács«-nál, ahol azt olvasta: »Lásd: ÚTMUTATÁS«. Újabban rengetegszer történt ilyesmi, és Arthur arra gondolt, hogy a könyve talán már az utolsókat rúgja.”
Versek:
- Peterdi István: Circulus vitiosus, Nyugat, 1909. 6. szám
- Bertok: Circulus vitiosus, Petőfi Irodalmi Múzeum
- Joaquim Maria Machado de Assis: Circulus vitiosus (Círculo Vicioso) című verse, fordította: Tótfalusi István
- Vítězslav Nezval: Circulus vitiosus, fordította: Israel Efraim

Dalok:
- Kati és a Kerek Perec: Ördögi kör (Szerpentin című album, 1982) dalszöveg: S. Nagy István és Kiss Ernő
- Edda Művek: Ördögi kör (Győzni fogunk című album, 1990 és videóklip, 1991)

Film:
- Ördögi kör (címváltozat: Afrika kincse, Beat the Devil, angol-olasz-amerikai akcióvígjáték 1953, rendezteː John Huston)
- Ördögi kör (Der Teufelskreis, keletnémet történelmi filmdráma, 1956, rendezteː Carl Balhaus)
- A 22-es csapdája (Catch-22, amerikai háborús film, 1970, rendezteː Mike Nichols Joseph Heller azonos című regényéből)
- Ördögi kör (Chakra, indiai akciófilm, 1981, rendezteː Rabindra Dharmaraj)
- Mrs. Parker és az ördögi kör (Mrs. Parker and the Vicious Circle, amerikai-kanadai életrajzi filmdráma, 1994, rendezteː Alan Rudolph)
- Diderot A szabad gondolkodó című francia vígjátékban  a Nagy Enciklopédiához a morál és az etika szócikk kapcsán szintén hasonlóan jár el, mint Lem regényében a szepulkákkal:

Diderot: Nézd meg, mit írtunk az etikáról az előző kötetben.
Abraham: Etika..., etika..., etika... Azt írtuk, hogy ... őőő ... lásd: morál.
Diderot: Helyes! Akkor a következőket írd a morálhoz.
Abraham: Igen?
Diderot: Tehát: Morál ... lásd: Etika.
Abraham: De...
Diderot: Nem vitatkozom.
Abraham: Dehát ez becsapás!
Diderot: Óh! A morál? Igen. És a hiánya is.
- Ördögi kör (magyar kísérleti film, 2007, rendezte: Deák Péter)
- Szellemekkel suttogó (Ghost Whisperer, amerikai sci-fi sorozat, II/7. Ördögi kör (A Vicious Cycle) című rész, 2008, rendezteː Eric Laneuville)
- Ördögi kör (Más sabe el diablo, amerikai tévéfilmsorozat, 2009)